# Ždrelo
Ždrelo (cyr. Ждрело) – wieś w Serbii, w okręgu braniczewskim, w gminie Petrovac na Mlavi. W 2011 roku liczyła 618 mieszkańców.